# Jan Domański (1898–1978)
Jan Domański, ps. Roman, Wilczyński (ur. 23 października 1898 we Franciszkowie, zm. 9 marca 1978 w Warszawie) – polski ekonomista i działacz ruchu ludowego, poseł na Sejm Ustawodawczy oraz Sejm PRL I kadencji, w latach 1956–1957 członek Rady Państwa, kierownik Sekcji Prezydialnej Biura Delegata Rządu na Kraj.

## Życiorys
Urodzony w rodzinie chłopskiej, studiował w Wolnej Wszechnicy Polskiej w Warszawie. W II Rzeczypospolitej działał w ruchu chłopskim i wśród młodzieży wiejskiej, w latach 1935–1939 był prezesem Zarządu Głównego Związku Młodzieży Wiejskiej RP „Wici” oraz członkiem Stronnictwa Ludowego. W okresie okupacji członek konspiracyjnego ruchu ludowego. Członek Stronnictwa Ludowego „Roch” i Batalionów Chłopskich. Zastępca członka Centralnego Kierownictwa „Roch”, kierownik Wydziału Koordynacyjnego i członek Komisji Programowej Centralnego Kierownictwa Ruchu Ludowego. Z ramienia „Roch” w Delegaturze Rządu na Kraj.
W 1945 ponownie prezes ZMW RP „Wici”, w latach 1946–1948 wiceprezes Zarządu Związku Gospodarczego Spółdzielni RP „Społem”, w latach 1948–1949 wiceprezes Zarządu Centralnego Związku Spółdzielczego. Jednocześnie członek władz partyjnych – w 1947 członek Centralnego Komitetu Lewicy PSL, w latach 1947–1949 członek Rady Naczelnej i Naczelnego Komitetu Wykonawczego SL oraz wiceprezes NKW SL; od 1949 w Zjednoczonym Stronnictwie Ludowym, także członek NKW (1949–1964), członek Prezydium NKW (1950–1956), członek Sekretariatu NKW (1949–1950), sekretarz NKW (1955–1956). Poseł na Sejm Ustawodawczy i Sejm PRL I kadencji.
W latach 1949–1956 podsekretarz stanu (wiceminister) w Ministerstwie Przemysłu Rolnego i Spożywczego, w latach 1956–1957 członek Rady Państwa. W latach 1958–1962 wiceprzewodniczący Krajowej Rady Spółdzielczości Produkcyjnej, 1962–1966 sekretarz Zarządu Centralnego Związku Rolniczych Spółdzielni Produkcyjnych. Wieloletni prezes Ludowej Spółdzielni Wydawniczej.
Żonaty z Aldoną Domańską (1919–2000).
Został pochowany na cmentarzu Wojskowym na Powązkach (kwatera C35-4-9).

## Ordery i odznaczenia
- Order Sztandaru Pracy I klasy
- Krzyż Komandorski Orderu Odrodzenia Polski
- Krzyż Oficerski Orderu Odrodzenia Polski (25 listopada 1947)[3]
- Medal 10-lecia Polski Ludowej (1955)[4]
- Srebrna odznaka honorowa „Za Zasługi dla Warszawy” (1960)[5]